# Red Flag Linux
O Red Flag Linux (chinês simplificado: 红旗Linux; pinyin: Hóngqí Linux), em tradução livre “Linux Bandeira Vermelha”, é uma distribuição linux financiada pelo governo chinês com o intuito de apresentar uma alternativa de software livre e código aberto a produtos da Microsoft na China. O sistema operacional é otimizado especificamente para a língua chinesa.
O lançamento da primeira versão se deu em agosto de 1999. O OS foi desenvolvido a partir do Red Hat Linux e Fedora Linux, e possui um instalador semelhante ao do segundo. A logo do sistema operacional apresenta o pinguim Tux segurando uma bandeira vermelha.

## História
O desenvolvimento do Red Flag Linux é feito pelo Instituto de Software da Academia Chinesa de Ciências, e a primeira versão foi lançada em agosto de 1999. O sistema operacional é financiado por diversas empresas de propriedade do estado chinês, entre elas a Shanghai NewMargin Venture, que ajudou a formar a Red Flag Software Co. em junho de 2000.
O uso das primeiras versões do sistema foi planejado para instituições oficiais das forças armadas e do governo, e a adaptação para o uso em computadores pessoais veio depois. O Windows, na época o sistema operacional mais popular no mercado chinês, era quase inacessível à maioria da população devido a seu custo.
Ainda em 2000, após a falha do projeto Microsoft Venus, um sistema operacional para computadores de baixo custo na china desenvolvido pela Microsoft, todos os ministérios do governo chinês foram instruídos a abandonar o Windows 2000 em favor do Red Flag Linux.

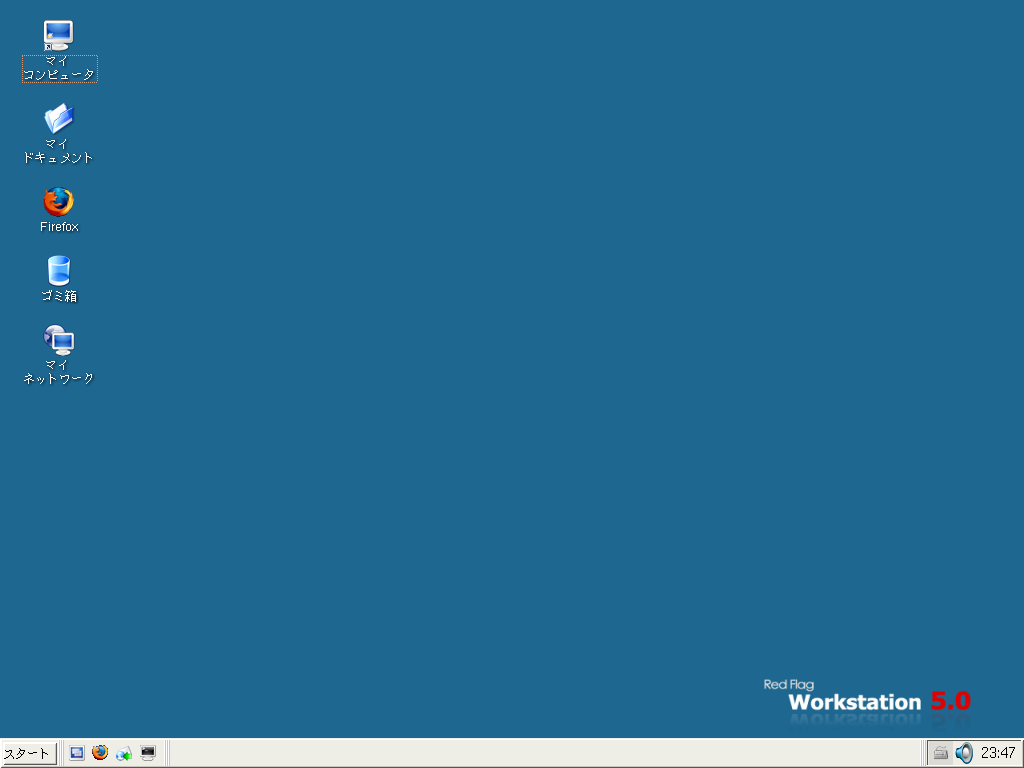
Área de trabalho do Red Flag Linux versão 5.0

Embora a empresa Red Flag Software Co tenha sido fechada em 2005, o sistema operacional continua sendo desenvolvido. Em 2006. a Red Flag Linux passou a participar da Open Source Development Labs. Em novembro de 2008, todos os Cibercafés em Nanchang passaram a usar o sistema operacional em seus servidores.

## Características
As primeiras versões do Red Flag Linux eram visualmente semelhantes ao Windows XP e Windows 2000, visando facilitar a transição entre os sistemas. As versões mais recentes usam o ambiente de trabalho KDE. O navegador padrão é o Chromium desde a versão 10.0, de 2020; Porém existem planos para substitui-lo futuramente pelo Red Flag Browser, atualmente em versão de teste.
O Equation Group, uma APT estadunidense associada à Agência de Segurança Nacional, possui ferramentas especializadas para o Red Flag Linux.

### Histórico de versões
| Versão | Data de lançamento     | Codinome |
| ------ | ---------------------- | -------- |
| 1.0    | 20 de setembro de 1999 |          |
| 2.0    | 18 de outubro de 2000  |          |
| 2.4    | 28 de abril de 2001    |          |
| 3.0    | 2 de abril de 2002     |          |
| 3.2    | 12 de agosto de 2002   |          |
| 4.0    | 14 de julho de 2003    |          |
| 4.1    | 5 de novembro de 2004  |          |
| 5.0    | 11 de novembro de 2005 | Apatite  |
| 6.0    | 29 de setembro de 2007 |          |
| 7.0    | 14 de abril de 2009    |          |
| 8.0    | 23 de abril de 2013    | inWise   |
| 9.0    | 2017                   | Taihang  |
| 10.0   | 2020                   |          |
| 11.0   | 2021                   |          |

| Cor      | Legenda                                  |
| -------- | ---------------------------------------- |
| Vermelho | Versão antiga; sem suporte técnico       |
| Amarelo  | Versão antiga; ainda com suporte técnico |
| Verde    | Versão atual                             |
| Azul     | Versão futura (em desenvolvimento)       |